# Naguib Pacha Mahfouz
Naguib Pacha Mahfouz (Mansourah, Égypte, 5 janvier 1882 - Le Caire, Égypte, 25 juillet 1974) est un obstétricien égyptien issu de la communauté copte. Il est considéré comme le père de la gynécologie égyptienne.